# Romanian Open 2024 - Doppio
Il doppio del torneo di tennis professionistico Romanian Open 2024, facente parte della categoria ATP Tour 250 nell'ambito dell'ATP Tour 2024, si è giocato al Năstase & Marica Sports Club di Bucarest, in Romania, dal 15 al 21 aprile 2024. I detentori dell'ultima edizione del torneo disputatasi nel 2016 erano Florin Mergea e Horia Tecău, ma entrambi si sono ritirati dal professionismo e non potevano quindi difendere il titolo.
In finale Sadio Doumbia e Fabien Reboul hanno sconfitto Harri Heliövaara e Henry Patten con il punteggio di 6-3, 7-5.

## Teste di serie
1. Lloyd Glasspool /  Jean-Julien Rojer (quarti di finale)
2. Sadio Doumbia /  Fabien Reboul (campioni)

1. Harri Heliövaara /  Henry Patten (finale)
2. Nicolás Barrientos /  Rafael Matos (semifinale)

## Wildcard
1. Marius Copil /  Bogdan Pavel (primo turno)

1. Cezar Crețu /  Filip Cristian Jianu (primo turno)

## Alternate
1. Federico Coria /  Mariano Navone (primo turno)

## Tabellone

### Legenda
| - Q = Qualificato - WC = Wild card - LL = Lucky loser | - ALT = Alternate - SE = Special Exempt - PR = Protected Ranking | - w/o = Walkover - r = Ritirato - d = Squalificato |

|  | Primo turno | Primo turno             | Primo turno             | Primo turno | Primo turno |  |  | Quarti di finale | Quarti di finale      | Quarti di finale      | Quarti di finale      | Quarti di finale   |   |      | Semifinali | Semifinali                    | Semifinali                    | Semifinali                  | Semifinali                  |   |   | Finale | Finale | Finale | Finale | Finale |  |
|  |             |                         |                         |             |             |  |  |                  |                       |                       |                       |                    |   |      |            |                               |                               |                             |                             |   |   |        |        |        |        |        |  |
|  | 1           | L Glasspool J-J Rojer   | L Glasspool J-J Rojer   | 7           | 6           |  |  |                  |                       |                       |                       |                    |   |      |            |                               |                               |                             |                             |   |   |        |        |        |        |        |  |
|  |             | F Martin D Molčanov     | F Martin D Molčanov     | 62          | 2           |  |  | 1                | L Glasspool J-J Rojer | 6                     | 3                     | [6]                |   |      |            |                               |                               |                             |                             |   |   |        |        |        |        |        |  |
|  |             | S Arends M Middelkoop   | S Arends M Middelkoop   | 6           | 7           |  |  |                  | S Arends M Middelkoop | 3                     | 6                     | [10]               |   |      |            |                               |                               |                             |                             |   |   |        |        |        |        |        |  |
|  |             | N Mahut A Rinderknech   | N Mahut A Rinderknech   | 3           | 6           |  |  |                  |                       |                       |                       |                    |   |      |            | S Arends M Middelkoop         | 6                             | 64                          | [8]                         |   |   |        |        |        |        |        |  |
|  | 3           | H Heliövaara H Patten   | H Heliövaara H Patten   | 6           | 6           |  |  |                  |                       | 3                     | H Heliövaara H Patten | 4                  | 7 | [10] |            |                               |                               |                             |                             |   |   |        |        |        |        |        |  |
|  | WC          | C Crețu FC Jianu        | C Crețu FC Jianu        | 1           | 3           |  |  | 3                | H Heliövaara H Patten | H Heliövaara H Patten | 7                     | 6                  |   |      |            |                               |                               |                             |                             |   |   |        |        |        |        |        |  |
|  |             | N Ćaćić M Kecmanović    | N Ćaćić M Kecmanović    | 3           | 3           |  |  |                  | F Cabral O Nedovjesov | F Cabral O Nedovjesov | 6                     | 4                  |   |      |            |                               |                               |                             |                             |   |   |        |        |        |        |        |  |
|  |             | F Cabral O Nedovjesov   | F Cabral O Nedovjesov   | 6           | 6           |  |  |                  |                       |                       |                       |                    |   |      | 3          | Harri Heliövaara Henry Patten | Harri Heliövaara Henry Patten | 3                           | 5                           |   |   |        |        |        |        |        |  |
|  |             | R Arneodo T-S Weissborn | R Arneodo T-S Weissborn | 3           | 64          |  |  |                  |                       |                       |                       |                    |   |      |            |                               | 2                             | Sadio Doumbia Fabien Reboul | Sadio Doumbia Fabien Reboul | 6 | 7 |        |        |        |        |        |  |
|  |             | P Martínez A Tabilo     | P Martínez A Tabilo     | 6           | 7           |  |  |                  | P Martínez A Tabilo   | P Martínez A Tabilo   | P Martínez A Tabilo   |                    |   |      |            |                               |                               |                             |                             |   |   |        |        |        |        |        |  |
|  | Alt         | F Coria M Navone        | F Coria M Navone        | 2           | 3           |  |  | 4                | N Barrientos R Matos  | N Barrientos R Matos  | N Barrientos R Matos  | w/o                |   |      |            |                               |                               |                             |                             |   |   |        |        |        |        |        |  |
|  | 4           | N Barrientos R Matos    | N Barrientos R Matos    | 6           | 6           |  |  |                  |                       |                       |                       |                    |   |      | 4          | N Barrientos R Matos          | N Barrientos R Matos          | 3                           | 2                           |   |   |        |        |        |        |        |  |
|  |             | N Borges R Stalder      | N Borges R Stalder      | 6           | 7           |  |  |                  |                       | 2                     | S Doumbia F Reboul    | S Doumbia F Reboul | 6 | 6    |            |                               |                               |                             |                             |   |   |        |        |        |        |        |  |
|  | WC          | M Copil B Pavel         | M Copil B Pavel         | 3           | 5           |  |  |                  | N Borges R Stalder    | 6                     | 3                     | [7]                |   |      |            |                               |                               |                             |                             |   |   |        |        |        |        |        |  |
|  |             | T Griekspoor B Stevens  | T Griekspoor B Stevens  | 69          | 4           |  |  | 2                | S Doumbia F Reboul    | 4                     | 6                     | [10]               |   |      |            |                               |                               |                             |                             |   |   |        |        |        |        |        |  |
|  | 2           | S Doumbia F Reboul      | S Doumbia F Reboul      | 7           | 6           |  |  |                  |                       |                       |                       |                    |   |      |            |                               |                               |                             |                             |   |   |        |        |        |        |        |  |